# Douglas Mazzola
Douglas Mazzola (São Paulo, 04 de fevereiro de 1965) é um ex-ator brasileiro, tendo se destacado como astro infantil na década de 1970.

## Carreira
Iniciou sua carreira artística aos 5 anos de idade ao participar de O Meu Pé de Laranja Lima, onde havia feito teste para ser o protagonista, mas devido ser muito jovem o diretor Carlos Zara lhe dera o personagem de irmão mais jovem do protagonista. Após, participara de várias novelas, sobretudo na TV Tupi, tendo passado também pela TV Record e Band.
Em 1976, sob a direção de Marcos Caruso, estreara em teatro na peça Uma Noite Encantada, ao lado de Elizabeth Hartmann, Jussara Freire e Lizette Negreiros.
Já em cinema atuaria em O Super Manso (1974), de Ary Fernandes, e Sexo, Sua Única Arma (1981) de Geraldo Vietri.
Em 1986, após atuar na peça Sete Noivas Para Sete Irmãos abandona a carreira artística. 
Atualmente reside em Pirassununga. 

## Filmografia

### Televisão
| Ano  | Título                      | Personagem                        |
| ---- | --------------------------- | --------------------------------- |
| 1980 | Cavalo Amarelo              | Juca                              |
| 1979 | Salário Mínimo              | Fabiano                           |
| 1977 | Éramos Seis                 | Alfredo Campos de Lemos (criança) |
| 1975 | O Velho, o Menino e o Burro | Peto                              |
| 1975 | Um Dia, o Amor              | —                                 |
| 1974 | A Barba-Azul                | Carlos Coutinho (Cuca)            |
| 1973 | Rosa dos Ventos             | Nico                              |
| 1972 | O Leopardo                  | Cuca                              |
| 1971 | Nossa Filha Gabriela        | Pé-de-meia                        |
| 1970 | O Meu Pé de Laranja Lima    | Luís da Silva (Luisinho)          |

### Cinema
| Ano  | Título               | Personagem |
| ---- | -------------------- | ---------- |
| 1981 | Sexo, Sua Única Arma | Bruno      |
| 1975 | O Super Manso        | Menino     |

## Teatro
- 1986 - Sete Noivas Para Sete Irmãos
- 1979 - A História de Oliver Twist
- 1976 - Uma Noite Encantada[3]